# Kladrub (ort i Tjeckien)
Kladrub är en ort i Tjeckien.   Den ligger i regionen Pardubice, i den centrala delen av landet, 80 km öster om huvudstaden Prag. Kladrub ligger 210 meter över havet och antalet invånare är 623.
Terrängen runt Kladrub är platt.Runt Kladrub är det ganska tätbefolkat, med 96 invånare per kvadratkilometer. Närmaste större samhälle är Kutná Hora, 19,8 km sydväst om Kladrub. I omgivningarna runt Kladrub växer i huvudsak blandskog.